# Heimerzheim
Heimerzheim è una frazione del comune tedesco di Swisttal.
La popolazione è di 6 341 abitanti (01 2008). Il villaggio chiamato Heimerzheim è menzionato per la prima volta in un documento del 1074.